# Небель (Казачинско-Ленский район)
Небель — посёлок в Казачинско-Ленском районе Иркутской области России. 
Небель — административный центр и единственный населённый пункт сельского поселения «Небельское муниципальное образование». Находится в 2 км юго-восточнее расположенных в Киренском районе и одноимённых с посёлком: железнодорожной станции Небель Байкало-Амурской магистрали и посёлка Небель (Киренский район).
В посёлке есть 9 улиц: Ленина, Мира, Новая, Первопроходцев, Пионерская, Советская, Строителей, Таёжная и Школьная, а также Почтовый переулок.

## Население
По результатам Всероссийской переписи населения 2010 года численность населения составила 299 человек, в том числе 148 мужчин и 151 женщин .